# Usovita
La usovita és un mineral de la classe dels halurs. Rep el seu nom de Mikhail Antonovich Usov (1883-1939), director de l'Institut d'Investigació Científica de Geologia de Rússia.

## Característiques
La usovita és un halur de fórmula química Ba₂CaMgAl₂F14. Va ser aprovada per l'Associació Mineralògica Internacional com a espècie vàlida l'any 1966. Cristal·litza en el sistema monoclínic. Es troba com a cristalls en forma de plaques allargades anèdrics, d'uns 1,5 centímetres aproximadament. Comunament es troba com a grans irregulars. La seva duresa a l'escala de Mohs és 3,5.
Segons la classificació de Nickel-Strunz, la usovita pertany a «03.CB - Halurs complexos, nesoaluminofluorurs» juntament amb els següents minerals: criolitionita, criolita, elpasolita, simmonsita, colquiriïta, weberita, karasugita, pachnolita, thomsenolita, carlhintzeïta i yaroslavita.

## Formació i jaciments
Es troba en filons de fluorita en esquists quars-mica. Sol trobar-se associada a altres minerals com: fluorita, calcjarlita, moscovita, torita, chamosita, hal·loysita i algunes zeolites. Va ser descoberta l'any 1966 al filó de fluorita del riu Parvaya Noiba, a Enisei Range (Krai de Krasnoiarsk, Rússia). També ha estat descrita a la mina Clara, a Oberwolfach (Baden-Württemberg, Alemanya).